# HMS Pursuer (D73)
O HMS Pursuer foi um porta-aviões de escolta operado pela Marinha Real Britânica e um membro da Classe Attacker. Sua construção começou em julho de 1941 nos estaleiros da Ingalls Shipbuilding como o USS St. George para a Marinha dos Estados Unidos e foi lançado ao mar em julho do ano seguinte. Ele foi transferido para o Reino Unido ao ser finalizado e foi comissionado na frota britânica em junho de 1943. Era capaz de transportar 24 aeronaves, era armado com uma bateria antiaérea de canhões de 102, 40 e 20 milímetros, tinha um deslocamento carregado de mais de catorze mil toneladas e conseguia alcançar uma velocidade máxima de dezoito nós (33 quilômetros por hora).
O Pursuer passou por modificações na Irlanda do Norte e depois foi colocado para servir junto com a Frota Doméstica, atuando nos Mares do Norte e Ártico principalmente na escolta de comboios para a União Soviética e em ataques contra alvos na Noruega. A embarcação foi transferida para atuar no Mar Mediterrâneo na metade de 1944, participando da invasão do sul da França e de outras operações de escoltas de comboios. O Pursuer retornou para a Frota Doméstica e atuou junto com esta até março de 1945, quando foi transferido para o Ceilão, onde permaneceu até o fim da guerra. Ele foi descomissionado em fevereiro de 1946 e devolvido aos Estados Unidos, sendo desmontado.